# 土佐市
土佐市（日语：／ Tosa shi）是位於日本高知縣中部的城市，也是縣内面積最小的城市，與高知市相鄰。北邊為不入山脈，南邊面向太平洋；東部為仁淀川在出海口沖積而成的平原，西邊則隔著虛空藏山與須崎市接壤。土佐市的地理位置相當於高知縣的中心位置，市中心坐落於高岡平原上。當地年日照時間為2,230小時，創下日本第一的記錄。
四國八十八箇所中的第35號札所清瀧寺、第36號札所青龍寺皆坐落於境內。

## 地理
土佐市位於佛像構造線斷層上，在南海海槽特大地震的預測報告中，市內海岸線可能面臨的海嘯預測值為13m。

### 氣候
因黑潮流經土佐市南邊的太平洋，當地整體氣候炎熱潮濕。根據統計，土佐市1999至2018年的年均溫為17.4度，最高溫與最低溫分別為38.3 度與-5.1度，年均降雨量則為2681毫米。

## 歷史

### 行政區劃變遷
參見：
- 1889年4月1日：實施町村制，現在的轄區在當時分屬：高岡郡高岡村、戶波村、北原村、波介村、蓮池村、高石村、宇佐村、新居村。
- 1899年3月1日：高岡村改制為高岡町。
- 1922年9月1日：宇佐村改制為宇佐町。
- 1942年4月1日：宇佐町和新居村合併為新宇佐町。
- 1949年4月1日：新宇佐町分割回復為宇佐町、新居村。
- 1954年3月31日：高岡町、高石村、蓮池村、北原村、波介村、戶波村合併為新設置的高岡町。
- 1958年4月1日：高岡町、宇佐町、新居村合併為新設置的高岡町。
- 1959年1月1日：高岡町改制並改名為土佐市。名稱來自高知縣的舊名土佐國。

### 變遷表
| 1889年4月1日 | 1889年 - 1926年     | 1926年 - 1954年       | 1926年 - 1954年      | 1955年 - 1989年     | 1955年 - 1989年     | 1989年 - 現在       | 現在                |
| ------------ | ------------------- | --------------------- | -------------------- | ------------------- | ------------------- | ------------------- | ------------------- |
| 高岡村       | 1899年3月1日 高岡町 | 1899年3月1日 高岡町   | 1954年3月31日 高岡町 | 1958年4月1日 高岡町 | 1959年1月1日 土佐市 | 1959年1月1日 土佐市 | 1959年1月1日 土佐市 |
| 戶波村       |                     |                       | 1954年3月31日 高岡町 | 1958年4月1日 高岡町 | 1959年1月1日 土佐市 | 1959年1月1日 土佐市 | 1959年1月1日 土佐市 |
| 北原村       |                     |                       | 1954年3月31日 高岡町 | 1958年4月1日 高岡町 | 1959年1月1日 土佐市 | 1959年1月1日 土佐市 | 1959年1月1日 土佐市 |
| 波介村       |                     |                       | 1954年3月31日 高岡町 | 1958年4月1日 高岡町 | 1959年1月1日 土佐市 | 1959年1月1日 土佐市 | 1959年1月1日 土佐市 |
| 蓮池村       |                     |                       | 1954年3月31日 高岡町 | 1958年4月1日 高岡町 | 1959年1月1日 土佐市 | 1959年1月1日 土佐市 | 1959年1月1日 土佐市 |
| 高石村       |                     |                       | 1954年3月31日 高岡町 | 1958年4月1日 高岡町 | 1959年1月1日 土佐市 | 1959年1月1日 土佐市 | 1959年1月1日 土佐市 |
| 宇佐村       | 1922年9月1日 宇佐町 | 1942年4月1日 新宇佐町 | 1949年4月1日 宇佐町  | 1958年4月1日 高岡町 | 1959年1月1日 土佐市 | 1959年1月1日 土佐市 | 1959年1月1日 土佐市 |
| 新居村       | 新居村              | 1942年4月1日 新宇佐町 | 1949年4月1日 新居村  | 1958年4月1日 高岡町 | 1959年1月1日 土佐市 | 1959年1月1日 土佐市 | 1959年1月1日 土佐市 |

## 行政

### 歷任市長
1. 鹽見俊雄（1958年4月 - 1962年）
2. 山本信光（1962年4月 - 1968年12月）任期中辭職
3. 板原傳（1969年2月 - 1983年）
4. 近添美豐（1983年2月 - 1991年）
5. 籠尾源吉（1991年2月 - 1995年）
6. 五藤一成（1995年2月 - 1995年10月）
7. 森田康生（1995年10月29日 - 2007年10月28日）
8. 板原啓文（2007年10月29日 - ）

## 產業
土佐市利用仁淀川的河水進行造紙業的活動，此外也利用當地溫暖的氣候生產土佐文旦、百合與薑等農產品。漁業方面以市內的宇佐漁港為中心發展沿岸漁業和遠洋漁業。

## 交通

### 鐵路
轄區內無鐵路通過，距離市中心最近的車站是為於高知市的土讚線朝倉車站。

### 道路
高速道路
- 高知自動車道：土佐交流道 - 土佐休息區

## 觀光

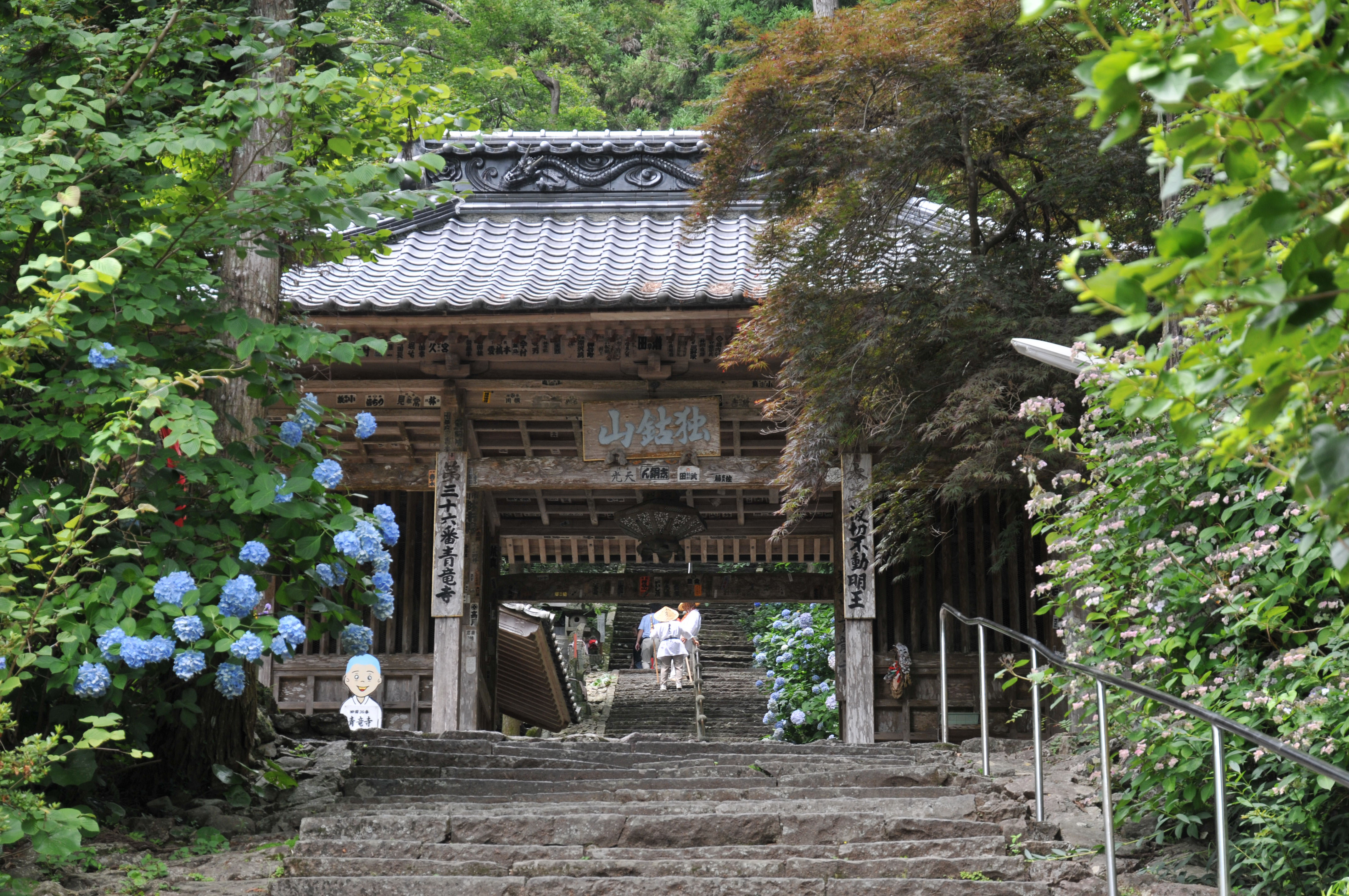
青龍寺山門

### 景點
- 波介山展望公園
- 蓮池城遺址
- 龍之濱海水浴場
- 橫浪三里
- 四國八十八箇所
  - 35番札所 醫王山清瀧寺
  - 36番札所 独鈷山青龍寺
- 松尾八幡宮
- 天崎鍾乳洞

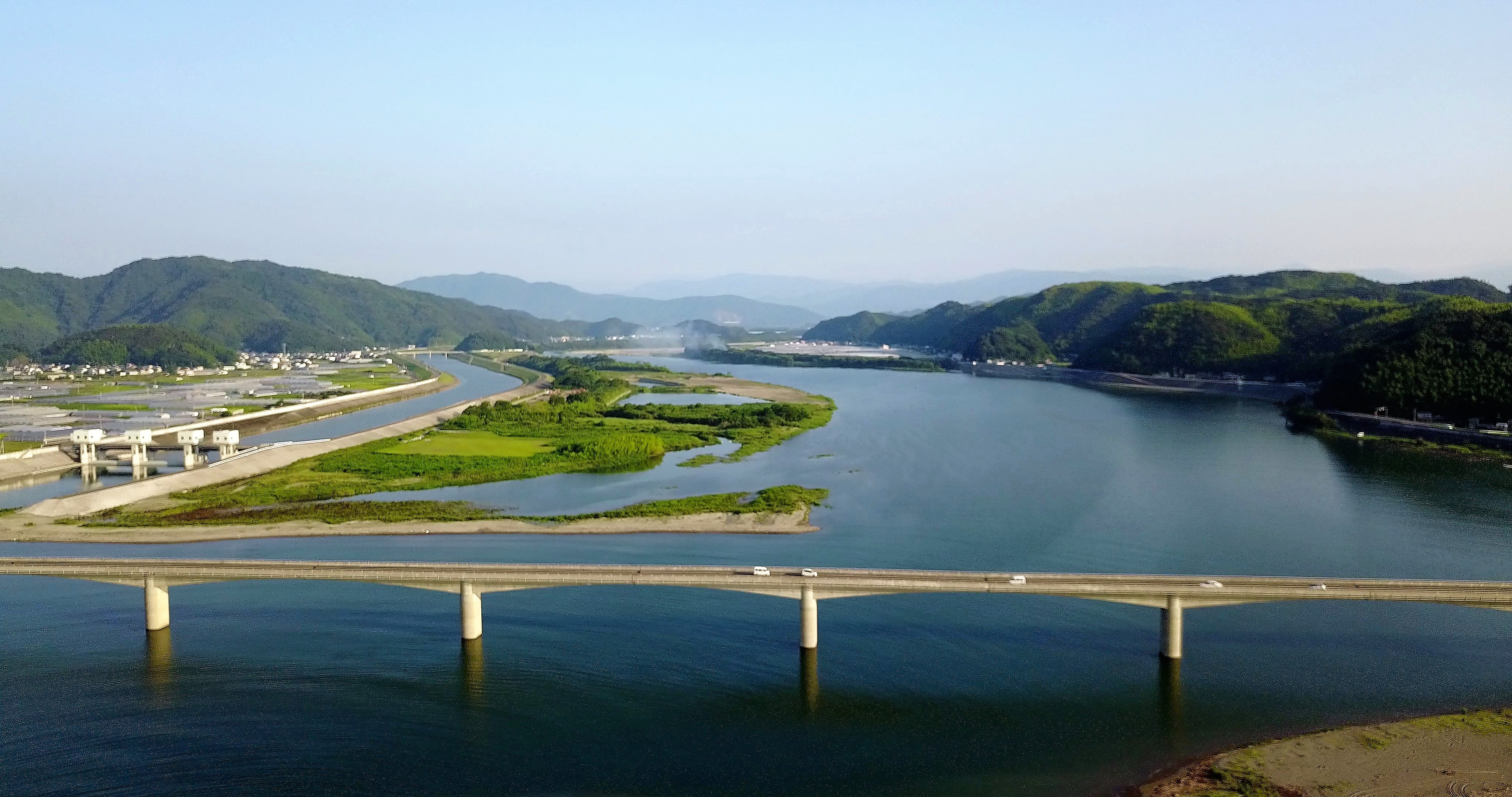
仁淀川河口大橋
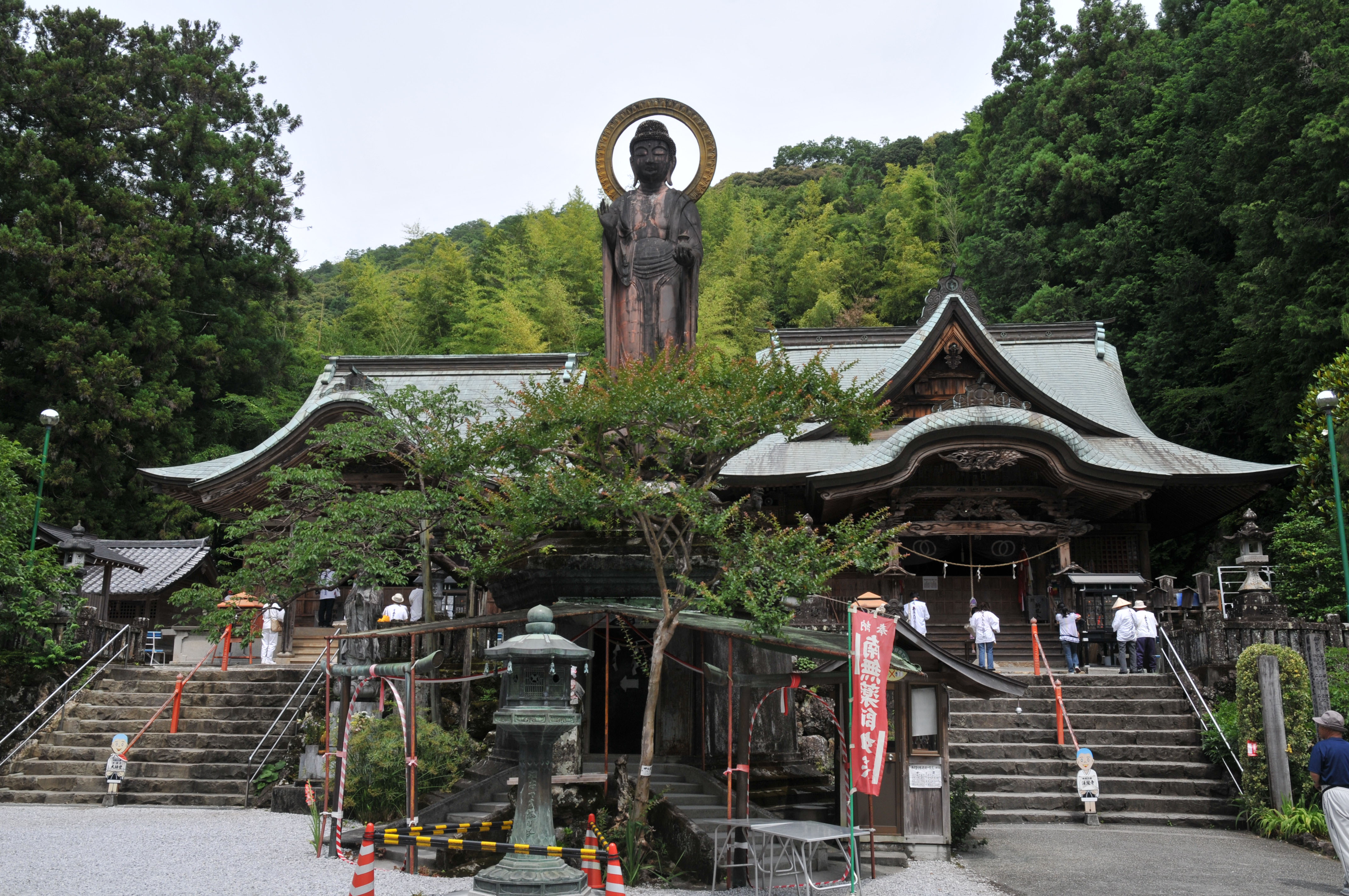
清瀧寺
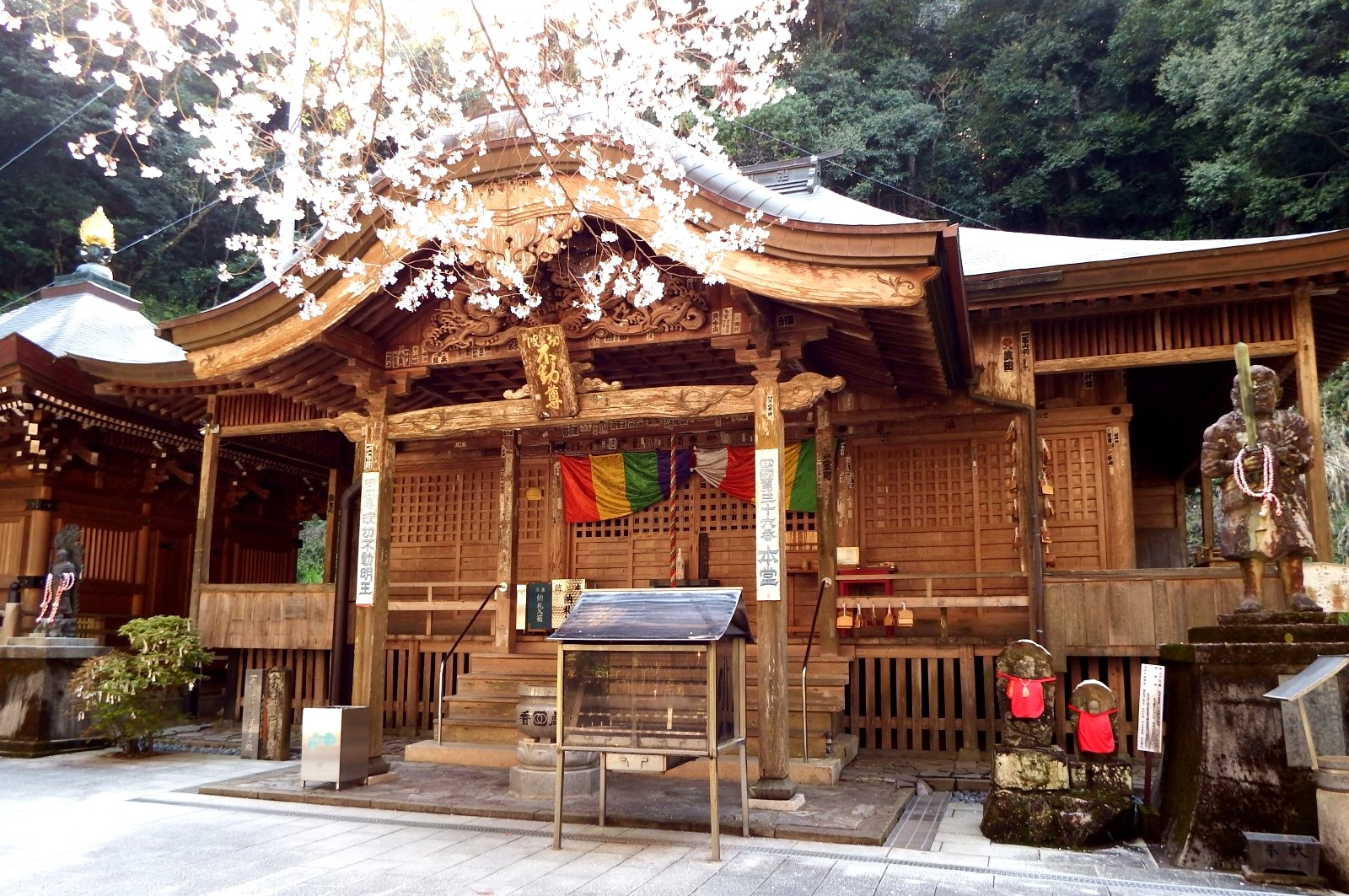
青龍寺
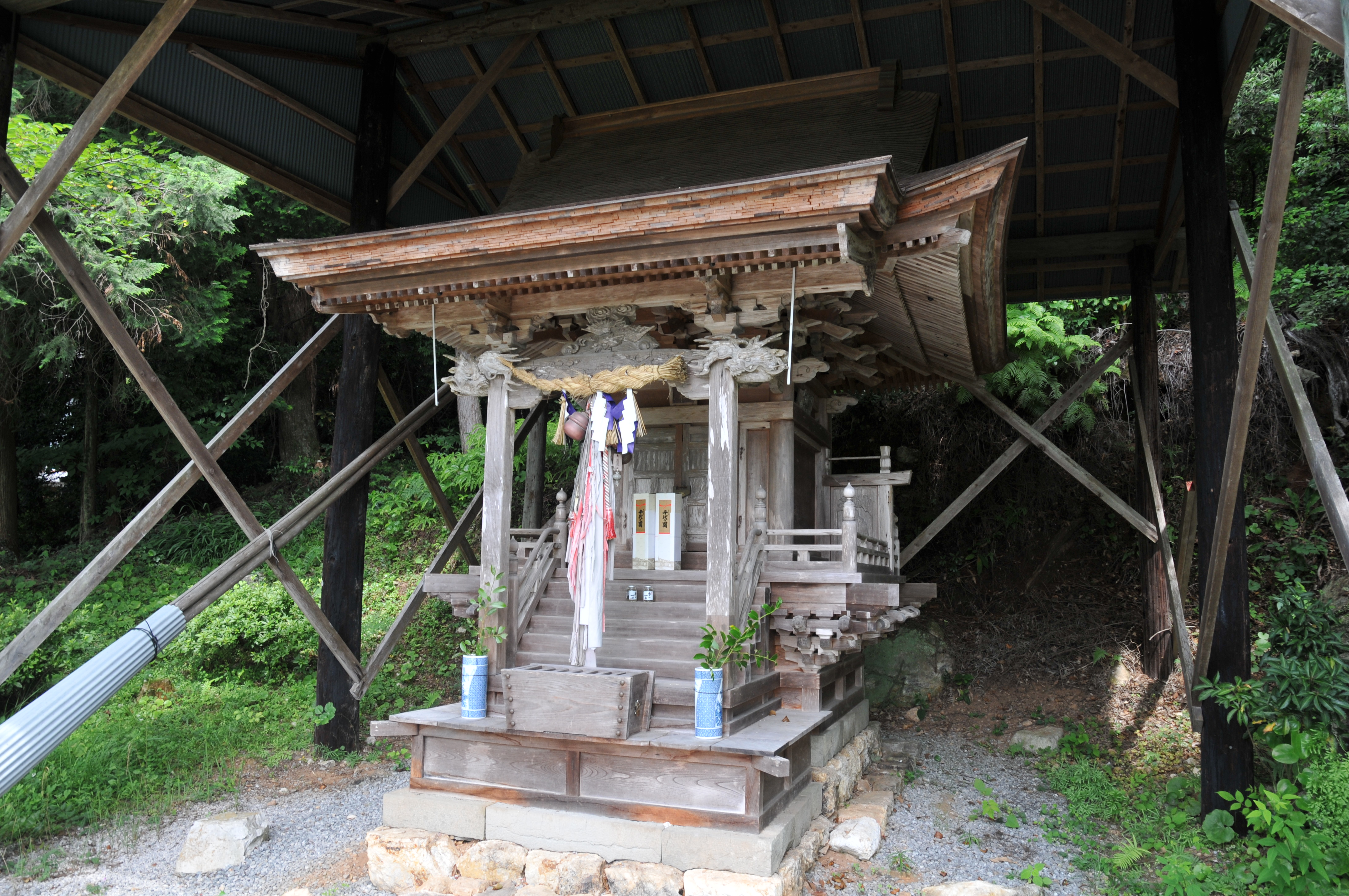
琴平神社
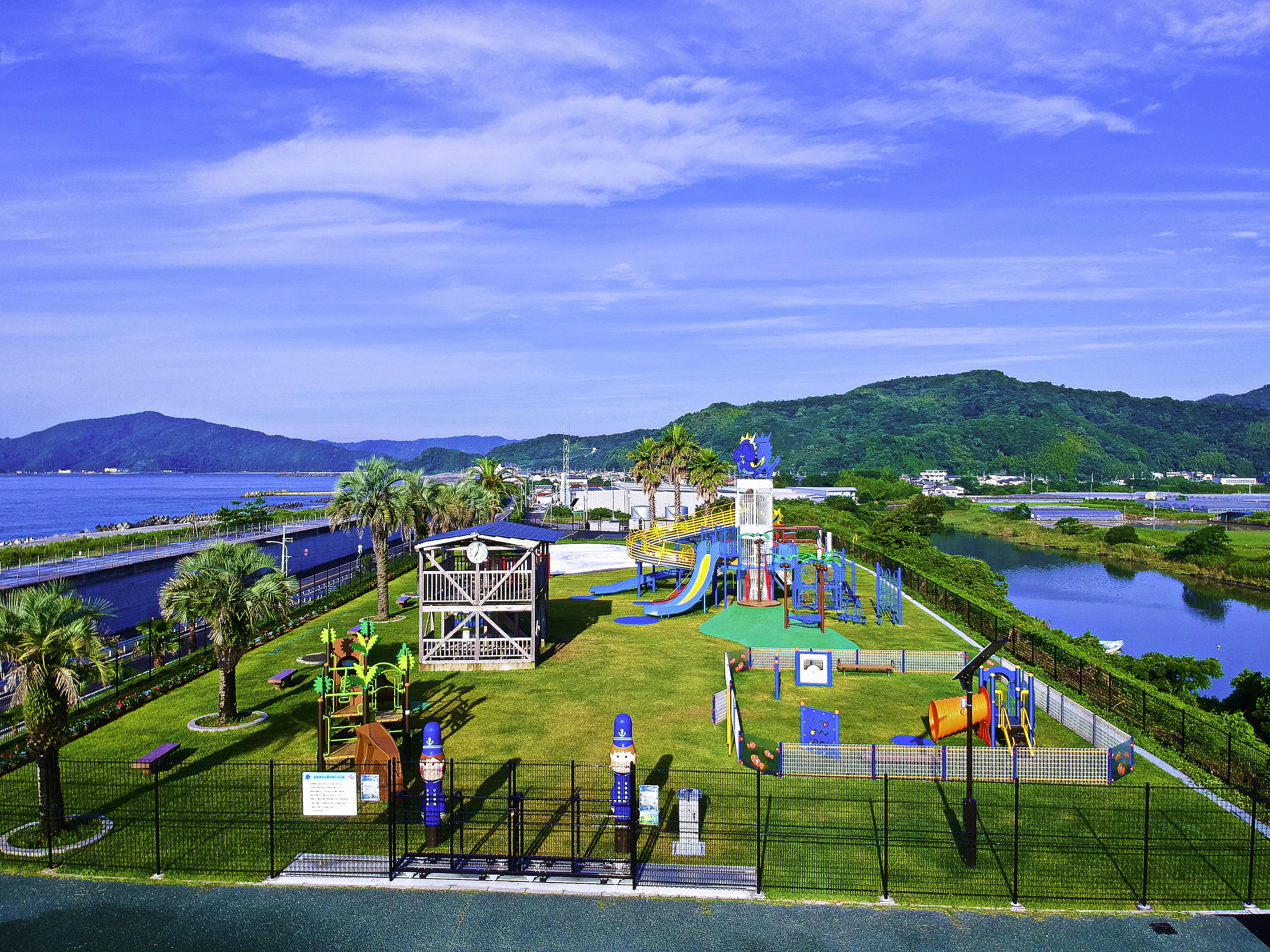
新居綠地公園
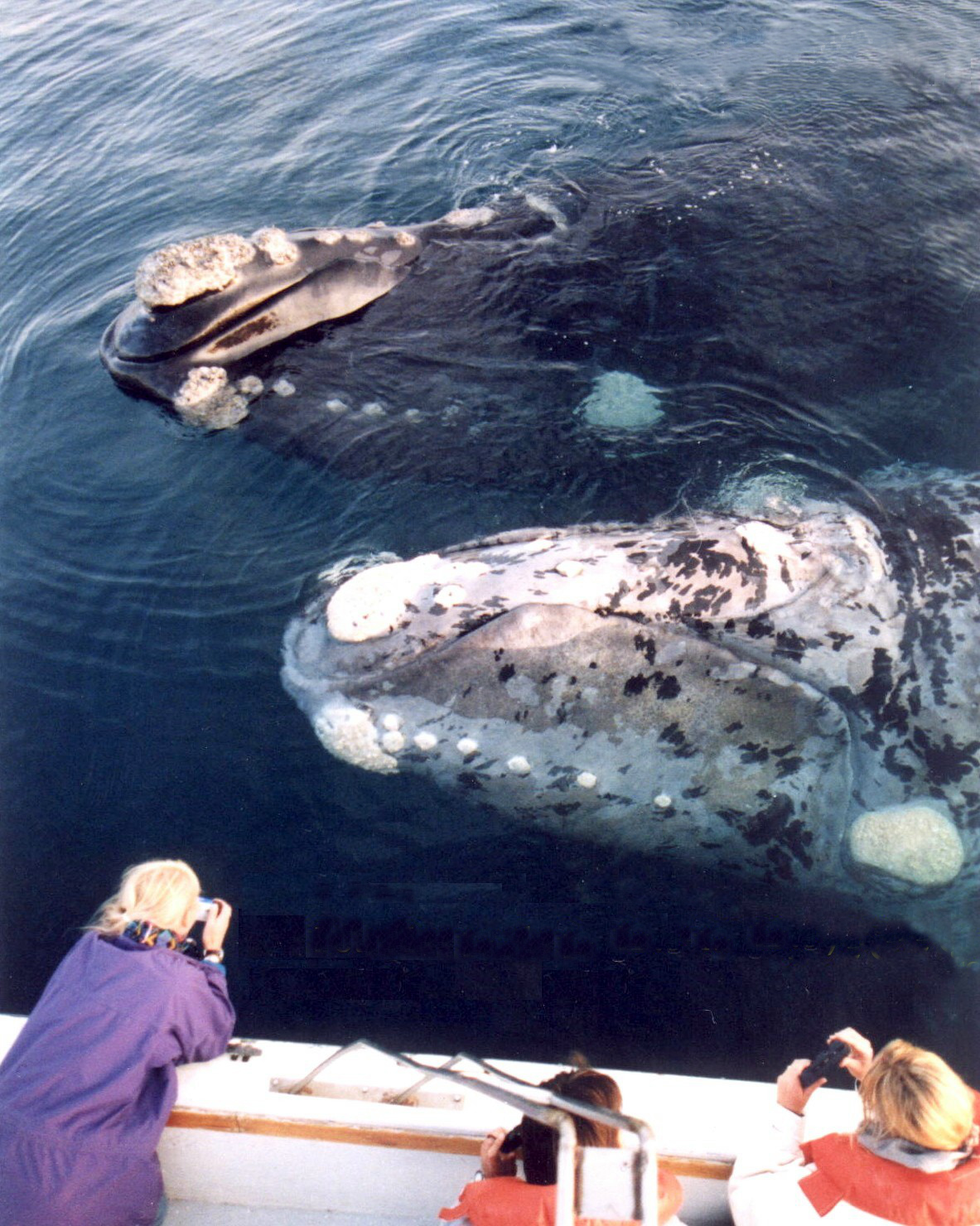
賞鯨
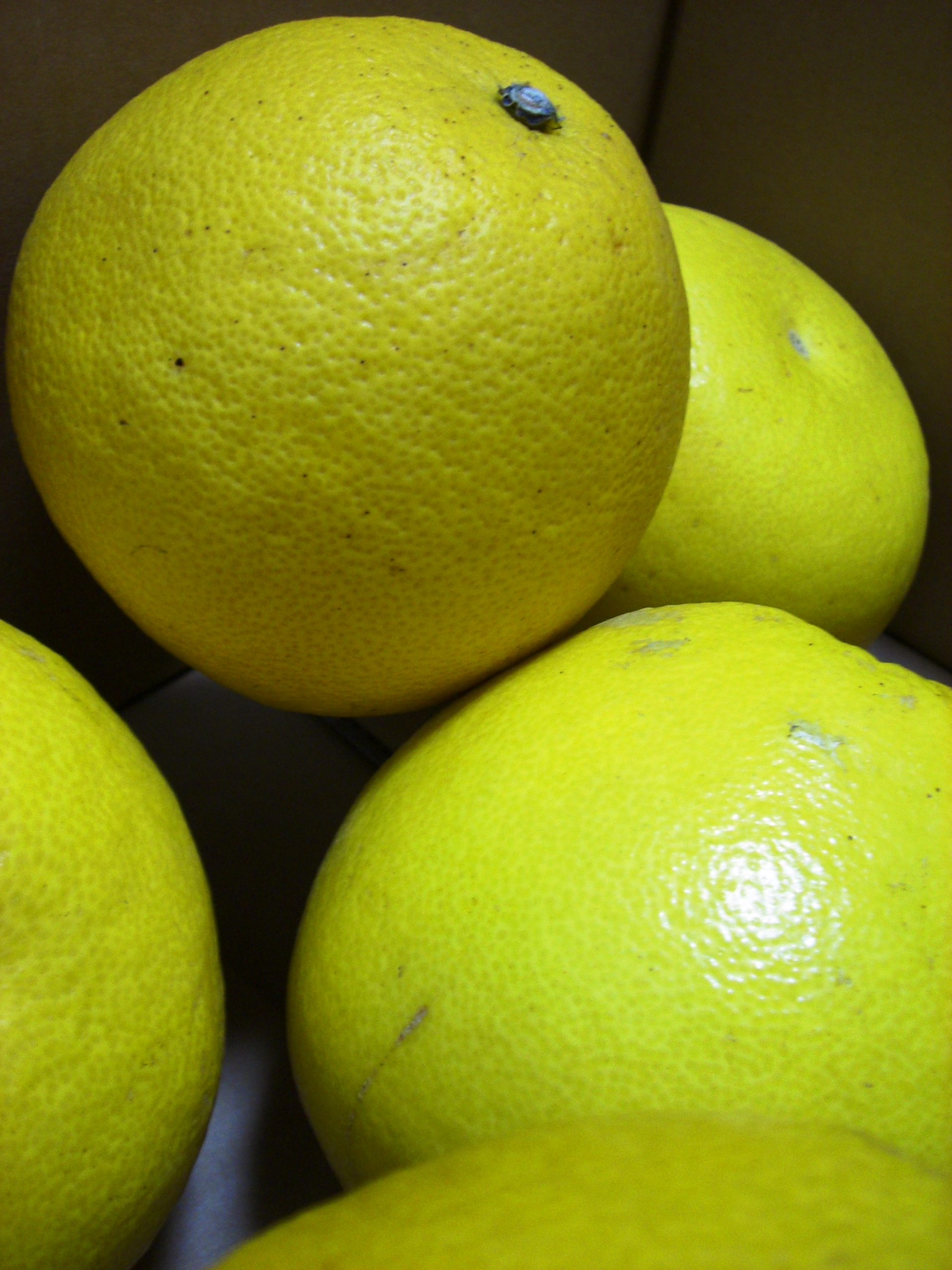
土佐文旦
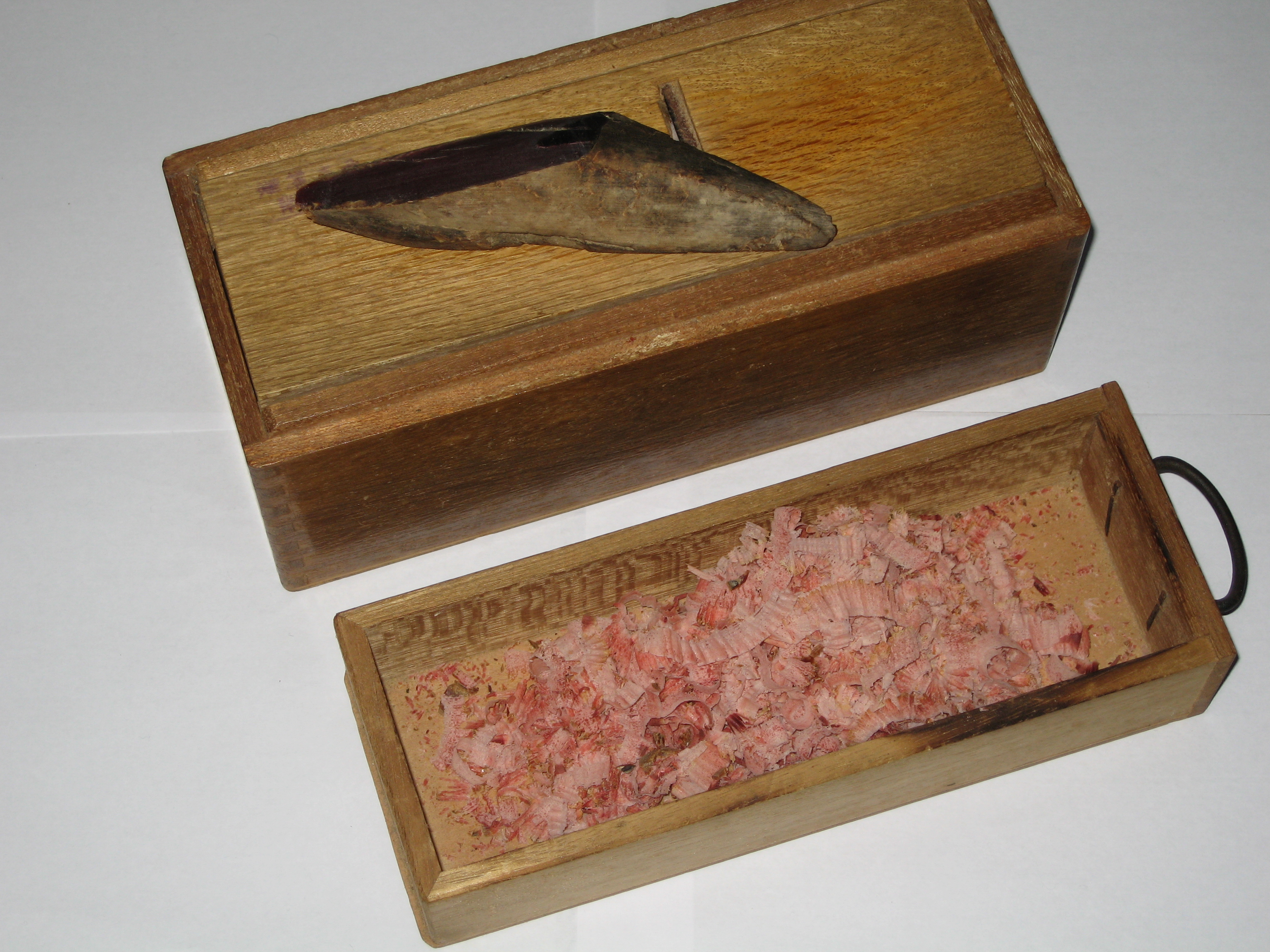
鰹節

### 祭典、活動
每個月隨季節規劃不同主題、且為常態的市級活動，如5月宇佐大鍋祭、7月蓮池公園蓮花祭、8月宇佐港的煙火祭等，11月西之宮八幡宮秋祭的蓮池太刀舞為高知縣的縣保護無形民俗文化財。

## 教育
土佐市立學校有小學9所，中學有3所，高中為高知縣立有兩所，「高岡高等學校」以及「高知海洋高等學校」，私立學校完全中學1所「明德義塾中學校及高等學校龍國際校區」。1所高知学園的專門職大學，高知大學的海洋生物教育研究中心設立於此。

## 姊妹、友好都市

### 日本
- 江別市（北海道）
於1978年7月15日締結為友好都市

### 海外
- 伊塔蒂巴（巴西圣保罗州）
於1989年8月5日締結為姊妹都市

## 本地出身人物
- 中島信行：第一任眾議院議長
- 塩見俊二：曾任參議院議員、自治大臣、国家公安委員會委員長、厚生大臣
- 西原清東：曾任衆議院議員、第四任同志社社長
- 今村和郎：曾任貴族院勅選議員
- 山脇正隆：日本帝國陸軍大將
- 坂本政右衛門：陸軍中將
- 松永雄樹：日本帝國海軍中將
- 小川莚喜：海軍少將
- 有藤道世：前職業棒球總教練元ロッテ監督・TBS野球解説者）
- 井本隆：前職業棒球選手
- 横山小次郎：前職業棒球選手
- 土佐豐祐哉：大相撲力士
- 純信：僧侶
- 楠みちはる：漫画家
- 中平和水：警政官僚
- 原知佐子：女演員
- 市村光恵：憲法學者
- 井上青龍：攝影師
- 今村鞆：警官
- 青木繁吉：企業家

## 外部連結
- （日語） 仁淀川流域交流会議
- （日語） . 都道府県市区町村.   [2024-04-11]. （原始内容存档于2024-04-17）.
- OpenStreetMap上有關土佐市的地理